# Babilon 5
Babilon 5 (ang. Babylon 5) – serial telewizyjny science fiction poświęcony wydarzeniom związanym ze stacją kosmiczną o tej samej nazwie, stworzony przez Joe Michaela Straczynskiego. Oprócz serialu powstał także szereg pełnometrażowych filmów telewizyjnych, przedstawiających ważne wydarzenia związane z akcją serialu. W przygotowaniu był również dwugodzinny film kinowy The Memory of Shadows (ang. Pamięć Cieni), którego produkcja została jednak zatrzymana na początku 2005 roku, bez większych szans na jej wznowienie.
Akcja serialu skupia się głównie wokół intryg politycznych, ale pojawiają się także inne motywy – miłość, religia, są nawet wątki komediowe. Serial składa się ze 110 odcinków (5 sezonów po 22 odcinki), poprzedzonych pilotem. W przeciwieństwie do wielu seriali, Babilon 5 opisuje jeden zamknięty ciąg zdarzeń.
Muzykę do pilota serialu stworzył były perkusista zespołu The Police, Stewart Copeland. Podkład muzyczny do pozostałych odcinków skomponował Christopher Franke, były członek zespołu Tangerine Dream. W zremasterowanej edycji pilota oryginalny podkład zastąpiono nowym, stworzonym przez Frankego.
Serial otrzymał nagrodę Hugo w kategorii najlepsza prezentacja dramatyczna za odcinek The Coming of Shadows w 1996 roku, a także za odcinek Severed Dreams w 1997 roku.

## Obsada i główne postacie
- Jeffrey Sinclair (Michael O’Hare, sezon 1)
- John Sheridan (Bruce Boxleitner, sezony od 2 do 5)
- Susan Ivanova (Claudia Christian, sezony od 1 do 4)
- Michael Garibaldi (Jerry Doyle)
- Delenn (Mira Furlan)
- Londo Mollari (Peter Jurasik)
- G'Kar (Andreas Katsulas)
- Dr. Stephen Franklin (Richard Biggs)
- Vir Cotto (Stephen Furst)
- Lennier (Bill Mumy)
- Na'Toth (Julie Caitlin Brown, sezon 1; Mary Kay Adams, sezon 2)
- Warren Keffer (Robert Rusler, sezon 2)
- Elizabeth Lochley (Tracy Scoggins, sezon 5)
- Zack Allan (Jeff Conaway, sezony od 3 do 5)
- Lyta Alexander (Patricia Tallman, sezony 4 i 5)
- Talia Winters (Andrea Thompson, sezony 1 i 2)
- Marcus Cole (Jason Carter, sezony 3 i 4)
- Alfred Bester (Walter Koenig)
- Morden (Ed Wasser)
- David Corwin (Joshua Cox)
- Lord Refa (William Forward)
- Lorien (Wayne Alexander)
- Neroon (John Vickery)
- Ta'Lon (Marshall Teague)
- Cesarz Cartagia (Wortham Krimmer)
- Kosh Naranek (głosu udzielił Ardwight Chamberlain)
- Zathras (Tim Choate)

W drugoplanowych rolach i epizodach wystąpili m.in.: Melissa Gilbert, Brad Dourif, Michael York, Michael Ansara, Cary-Hiroyuki Tagawa, Guy Siner, Danica McKellar, Beata Poźniak, Ian Ogilvy oraz pisarz Harlan Ellison i twórca filmu J. Michael Straczynski.

## Wszechświat Babilonu 5
Wszechświat przedstawiony w serialu Babilon 5 fizycznie nie odbiega zbytnio od naszych współczesnych wyobrażeń o jego kształcie i fizyce. Jedyna widoczna różnica to mnogość przyjaznych życiu planet i wielka liczba inteligentnych istot, których cywilizacje osiągnęły różne stopnie rozwoju. Ważny element fabuły stanowi powszechne stosowanie napędu nadprzestrzennego.

## Stacja Babilon 5
Projekt Babilon powstał po zakończeniu wojny Sojuszu Ziemskiego z Federacją Minbari. Stanowił próbę stworzenia neutralnego miejsca gdzie ludzie oraz zamieszkujące znany wszechświat rasy, mogłyby w pokojowy sposób rozwiązywać swe spory i pracować nad wzajemnym lepszym poznaniem i zrozumieniem. Idea ta zaprezentowana przez senatora Calvina Natawe miała na celu zapobiec wybuchowi kolejnej niszczycielskiej wojny. W realizację projektu włączyły się obok Sojuszu Ziemskiego, Federacja Minbari i Republika Centauri. Zaprojektowane i wybudowane przez ludzi stacje były ofiarami dywersji i ataków, które doprowadziły do zniszczenia Babilon 1, Babilon 2 oraz Babilon 3 i tajemniczego zniknięcia Babilon 4. Ostatnia ze stacji – Babilon 5 – weszła do służby w wigilię Bożego Narodzenia roku 2254.
Stacja kosmiczna Babilon 5 stanowiła konstrukcję wolnej rotacji klasy O’Neil o długości ponad 8 kilometrów i masie ponad 9 miliardów ton. Ulokowano ją 23 lata świetlne od Ziemi w układzie Epsilon Eridani, na wysokiej orbicie planety  Epsilon Eridani III. Zdolna była pomieścić 250 tysięcy istot posiadając kwatery o różnorakich atmosferach i ciążeniach. Całość chroniły systemy obronne i 56 myśliwców typu Starfury zapewniając siłę ognia wystarczającą by odeprzeć atak krążownika, a po modyfikacji siatki uzbrojenia związanej z wybuchem wojny narneńsko-centauryjskiej, Babilon 5 stał się zdolny do nawiązania równorzędnej walki z trzema krążownikami jednocześnie.

## Cywilizacje
W serialu Babilon 5 pojawiają się przedstawiciele wielu ras, a ich wzajemne relacje stanowią ważną część fabuły. Poniżej znajduje się lista ras Babilonu 5.

### Główni uczestnicy wydarzeń
- Wysłannik
- Ludzie
- Minbari
- Centauri
- Narn

#### Pierwsi
- Lorien – "Jestem Pierwszy z Pierwszych"
- Cienie
- Kirishiac
- Torvalus
- Triad
- Vorlon
- Walkers of Sigma 957

### Liga Niezrzeszonych Światów
- Abbai
- Brakiri
- Drazi
- Gaim
- Hyach
- Ipsha
- Llort
- Markab
- pak'ma'ra
- Vree

### Pomniejsze rasyBabilonu 5
Lista pozostałych, rzadziej występujących lub mających niewielkie znaczenie na fabułę serialu ras.
| Antarean    | Arnassia     | B'lldn   | Berserkers          | Bremmaer        | Carnellia    |
| Cascor      | Cauralline   | Cotswa   | Cthulin             | Deneth          | Dilgar       |
| Drakh       | Froon        | Gobliny  | Golian              | Grome           | Hurr         |
| Ikarran     | Inkwizytorzy | Keeper   | Live Eaters         | Lumati          | Łowcy Dusz   |
| Machinists  | Morellian    | Onteen   | Pre'lek             | Red Monk        | Shedraks     |
| Sh'lassen   | Slaani       | Streib   | Tak'Cha             | Thrakallans     | Thralle      |
| Thrantallil | Throxtil     | Ti Kar   | Tokati              | Trivorian       | Tuchanq      |
| Vicar       | Vindrizzi    | vin'Zini | Warp Entity         | Wojownicy Cieni | the Worm     |
| Xon         | Xoth         | Ylinn    | Ynaborian Sinnining | Yolu            | Zathras' Kin |
| Zener       |              |          |                     |                 |              |

## Sezony serialu i filmy pełnometrażowe

### Sezony
Lista sezonów. Tytuły pochodzą od tytułu odcinka stanowiącego centralny punkt danego sezonu.
- Sezon pierwszy: Signs and Portents (1994)
- Sezon drugi: The Coming of Shadows (1994-1995)
- Sezon trzeci: Point of No Return (1995-1996)
- Sezon czwarty: No Surrender, No Retreat (1996-1997)
- Sezon piąty: Wheel of Fire (1998)

### Filmy pełnometrażowe
- Zjazd (The Gathering) (1993) – pilot serialu.
- Narodziny (In the Beginning) (1998)
- Thirdspace (1998)
- The River of Souls (1998)
- Alarm dla Ziemi (A Call to Arms) (1999) – pilot serialu Krucjata
- Strażnicy kosmosu (To Live and Die in Starlight) (2002) – pilot niepowstałego serialu Legend of the Rangers
- Głosy w mroku (The Lost Tales) (2007)

## Gry komputerowe
W roku 1998 firma Sierra przystąpiła do produkcji osadzonej we wszechświecie Babilonu 5 i opartej na wydarzeniach przedstawionych w serialu, gry komputerowej Into the Fire. Gracz miał wcielać się w rolę pilota myśliwca Starfury i brać udział w wielu misjach, stopniowo awansując aż na stanowisko dowódcy okrętu czy nawet floty. O atrakcyjności gry miały stanowić m.in. możliwość wzięcia udziału w wielkich bitwach, opcja pilotowania okrętów obcych ras, muzyka stworzona przez Christophera Franke'a czy w końcu wystąpienie, we wstawkach filmowych, aktorów znanych z serialu. Projekt gry został skasowany przez producenta w roku 1999 co było skutkiem reorganizacji wewnątrz firmy Sierra.
Mimo skasowania projektu gry Into the Fire, społeczność wielbicieli Babylon 5 zdołała stworzyć własne gry komputerowe osadzone we wszechświecie serialu. W ten sposób powstała gra komputerowa Babylon 5: I've Found Her oraz liczne mody dla wielu komercyjnych gier. Kolejną grą, która początkowo powstała jako modyfikacja komercyjnej gry Freespace 2 jest The Babylon Project. Obecnie jest to samodzielna, darmowa gra na bazie rozwijanego przez środowisko open source silnika gry Freespace 2. Fani skupieni w TBP stworzyli kilka kampanii, z których najbardziej znana i rozbudowana to Raider Wars.

## Książki
Część wydarzeń przedstawionych w pełnometrażowych filmach o Babilonie 5 zostało spisanych i wydanych w formie książkowej. Powstały także powieści opisujące historie nieznane widzom serialu a osadzone we wszechświecie Babilonu 5.
W kwietniu 2005 wydawnictwo Moongoose Publishing ogłosiło, że będzie wydawać nowe powieści i komiksy z cyklu Babilon 5. Wydawnictwo Moongoose Publishing wydaje również podręczniki Babylon 5 Role Playing Game.
W USA wydano dotychczas następujące tytuły poświęcone tej tematyce:

### Powieści
- John Vornholt Babylon 5: Voices (1995) ISBN 0-440-22057-2
- Lois Tilton(inne języki) Babylon 5: Accusations (1995) ISBN 0-440-22058-0
- John Vornholt Babylon 5: Blood Oath (1995) ISBN 0-440-22059-9
- Jim Mortimore Babylon 5: Clark's Law (1996) ISBN 0-440-22229-X
- Neil Barrett Jr. Babylon 5: The Touch of Your Shadow, the Whisper of Your Name (1996) ISBN 0-440-22230-3
- S.M. Stirling Babylon 5: Betrayals (1996) ISBN 0-440-22234-6
- Jeanne Cavelos Babylon 5: The Shadow Within (1997) ISBN 0-440-22348-2 (2002 edition: ISBN 0-345-45218-6)
- Al Sarrantonio(inne języki) Babylon 5: Personal Agendas (1997) ISBN 0-440-22351-2
- Kathryn Drennan Babylon 5: To Dream in the City of Sorrows (1997) ISBN 0-440-22354-7 (2003 edition: ISBN 0-345-45219-4)

#### Trylogia Korpusu Psi
- J. Gregory Keyes(inne języki) Babylon 5: Dark Genesis - The Birth of the Psi Corps (1998) ISBN 0-345-42715-7
- J. Gregory Keyes(inne języki) Babylon 5: Deadly Relations - Bester Ascendant (1999) ISBN 0-345-42716-5
- J. Gregory Keyes(inne języki) Babylon 5: Final Reckoning - The Fate of Bester (1999) ISBN 0-345-42717-3

#### Trylogia o Centauri
- Peter David Babylon 5: Legions of Fire - The Long Night of Centauri Prime (1999) ISBN 0-345-42718-1
- Peter David Babylon 5: Legions of Fire - Armies of Light and Dark (2000) ISBN 0-345-42719-X
- Peter David Babylon 5: Legions of Fire - Out of the Darkness (2000) ISBN 0-345-42720-3

#### Trylogia o Technomagach
- Jeanne Cavelos Babylon 5: The Passing of the Techno-Mages - Casting Shadows (2001) ISBN 0-345-42721-1
- Jeanne Cavelos Babylon 5: The Passing of the Techno-Mages - Summoning Light (2001) ISBN 0-345-42722-X
- Jeanne Cavelos Babylon 5: The Passing of the Techno-Mages - Invoking Darkness (2001) ISBN 0-345-43833-7

### Książki powstałe na podstawie filmów
- Peter David Babylon 5: In the Beginning (1998) ISBN 0-345-42452-2
- Peter David Babylon 5: Thirdspace (1998) ISBN 0-345-42454-9
- Robert Sheckley Babylon 5: A Call to Arms (1999) ISBN 0-345-43155-3

### Scenariusze odcinków
- J. Michael Straczynski The Coming of Shadows zawarte w jego książce The Complete Book of Scripwriting (1996) ISBN 0-89879-512-5
- Neil Gaiman Day of the Dead (1998) ISBN 1-892058-02-2
- J. Michael Straczynski 91 scenariuszy odcinków Babilonu 5 w 15 tomach (2005-2007).

## Inne seriale
Po zakończeniu emisji ostatniego z sezonów Babilon 5 jego twórca J.M. Straczynski rozpoczął prace nad nowym serialem, osadzonym w realiach wszechświata Babilonu 5. Otrzymał on tytuł Krucjata (Crusade) i miał stanowić kontynuację wydarzeń przedstawionych w filmie telewizyjnym Alarm dla Ziemi (A Call to Arms). Planowany na 5 sezonów serial anulowano po wyprodukowaniu 13 odcinków, ale jeszcze przed ich wyemitowaniem, co było skutkiem braku porozumienia pomiędzy Straczynskim a stacją telewizyjną TNT. Kolejną równie nieudaną próbą było rozpoczęcie prac nad serialem Legend of the Rangers dla potrzeb którego powstał jedynie pilot pod tytułem To Live and Die in Starlight. Tym razem o niepowodzeniu zadecydowała decyzja stacji telewizyjnej Sci Fi Channel, podyktowana zbyt niską oglądalnością pilota. W lipcu 2006 roku twórca serialu, J. Michael Straczynski, poinformował o rozpoczęciu produkcji miniserialu pod tytułem Babylon 5: The Lost Tales. Miały to być luźno powiązane ze sobą filmy, wydawane bezpośrednio na DVD. Nakręcono jednak tylko dwa filmy, w Stanach Zjednoczonych ukazały się 31 lipca 2007 roku, w Wielkiej Brytanii 3 września 2007 roku.

## Babilon 5w Polsce
W Polsce emisję serialu rozpoczęła stacja telewizyjna TV Wisła a kontynuowała TVN. Wyemitowano pełne 5 sezonów serialu (pierwsze dwa w TV Wisła, dalsze w TVN). Później stacja TVN 7 wyemitowała wszystkie powstałe odcinki Krucjaty, pod tytułem Kosmiczna krucjata i opisane jako serial dla dzieci.
Na kasetach VHS wydano Zjazd (pilot serialu), Alarm dla Ziemi (pilot serialu Krucjata) i Strażników kosmosu (pilot serialu Legend of the Rangers). Na płytach DVD ukazały się filmy Zjazd (pilot serialu), Narodziny, Strażnicy kosmosu, oraz serial Krucjata.